# Света Неделя (Битоля)
Вижте пояснителната страница за други значения на Света Неделя.
„Света Неделя“ (на македонска литературна норма: „Света Недела“) е възрожденска православна църква в Битоля, Северна Македония.

## История
Църквата е построена вляво от северния вход на града и е осветена на 13 октомври 1863 година от митрополит Венедикт Византийски.
През лятото на 1864 година в новопостроената църква и в отсъствието на митрополит Венедикт, за пръв път се служи на църковнославянски. След завръщането си обаче Венедикт прекратява тази практика. Голяма роля богослужението в нея да бъде на български език има Васил Манчев, както и Пере и Коне Чоновци (Каранджулови). Манчев успява да я превърне в притегателен център и за прилепчани, пристигащи в Битоля за неделния пазар, които се черкуват в нея и се наслаждават на българското черковно пеене.

На 26 октомври 1869 година гражданите на Битоля извоюват църковната си независимост от Цариградската патриаршия в „Света Неделя“ и създават българска църковна община. Най-голямата икона в църквата е на светите братя Кирил и Методий, надписът на която гласи: 
| „ | Български просветители от Преслав 1875 год. | “ |

 В 1864 година е изписан и куполът. Има и втори слой живопис от края на XIX век, но е доста повреден. Изписана е и западната фасада.

## Описание
Църквата представлява трикорабна базилика с осмоъгълен купол в средата. Слепите куполи са разположени на най-източните и западни страни и затова са трудни за виждане отвън. Галерията е на западната страна. Дървеният иконостас и повечето от иконите са от по-ново време. Апостолските икони са дело на Соломон Николов.
В църковния двор се намират гробища на загинали в Илинденско-Преображенското въстание, а също и гробовете на войводата Доне Кърчаров от Зовик, Димко Николов, Александър Турунджев, Иван Димов – Пашата, Димко Сарванов, Михаил Димев, Кирил Лозанчев. По време на Първата световна война 40 български войници са погребани в Битоля, седем от които в двора на църквата „Света Неделя“, а останалите в гробищата на Хераклея.

## Галерия
- Надпис над входа на църквата
- Надгробната плоча на Александър Турунджев в двора на църквата
- Гробът на Димко Николов в двора на църквата